# Boutique de musée

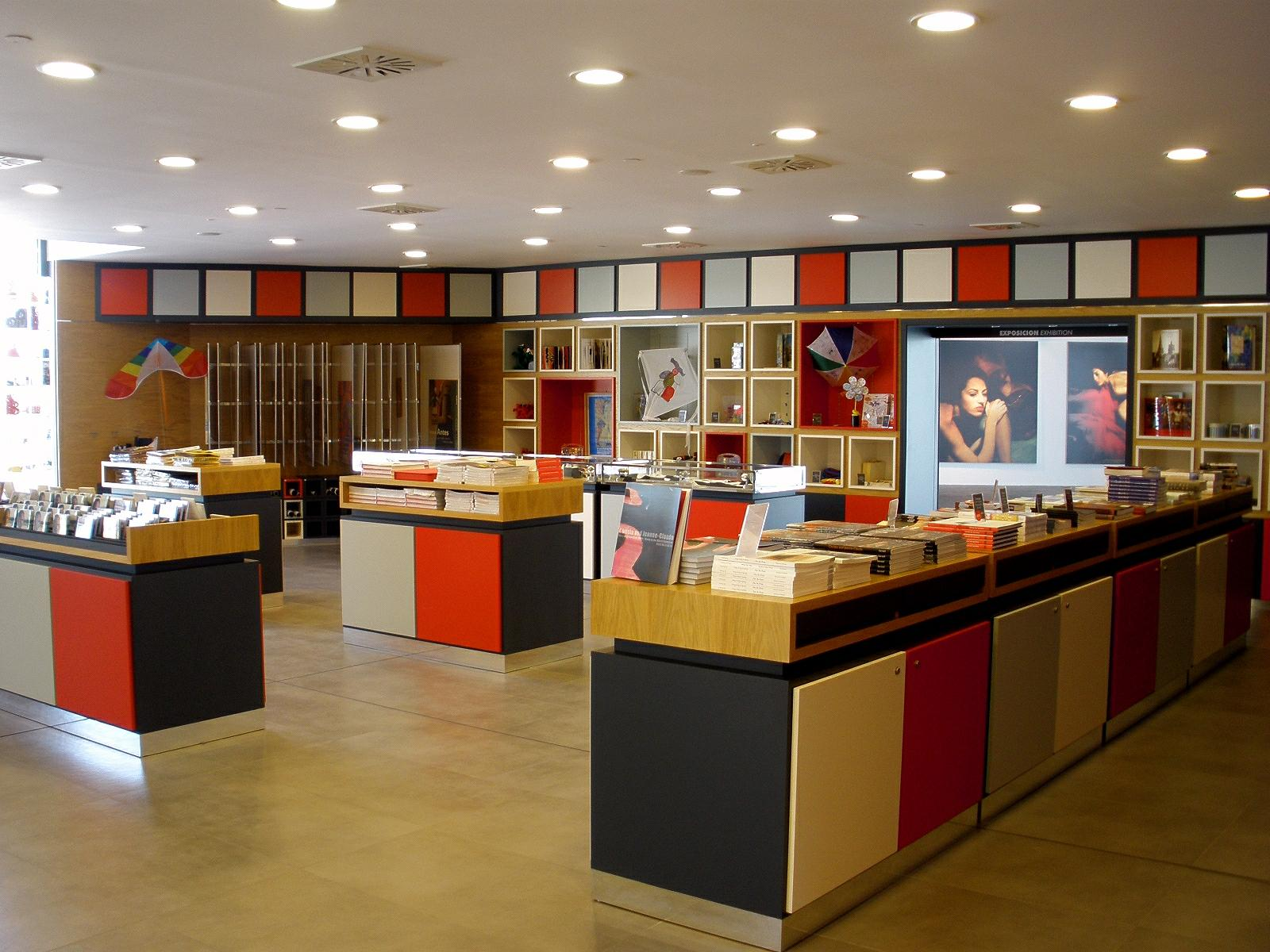
Vue de la boutique d'un musée à La Rioja, en Espagne.

Une boutique de musée est un type de commerce que l'on trouve dans la plupart des musées. Elle vend, généralement, des objets relatifs à ce qui est exposé à l'intérieur de l'établissement. Par exemple, un musée d'art peut vendre dans sa boutique des reproductions sur cartes postales, posters, vêtements et autres, des tableaux qu'il expose. On y trouve également, le plus souvent, des livres sur la ou les thématiques du musée, notamment le catalogue des expositions passées et présentes, ou l'inventaire des collections. 
Une boutique de musée est autant une source non négligeable de revenus qu'un outil de promotion des collections et de diffusion des publications de l'établissement, voire un service rendu aux visiteurs. 
Généralement atteint au terme de la visite du musée, ce commerce dispose parfois d'une entrée séparée qui permet d'y venir sans avoir à payer de ticket.